# وسام الخديوي للسودان (1897)
وسام الخديوي للسودان هو ميدالية حملة عسكرية التي يمنحها خديوي مصر للقوات المصرية والبريطانية للخدمة أثناء الغزو الإنجليزي-المصري للسودان، أسس الخديوي عباس حلمي الثاني الوسام في 12 فبراير 1897، وكان هذا الوسام في البداية لإحياء ذكرى استعادة إقليم دنقلا في عام 1896، وتم استخدامه لاحقًا في الحملات اللاحقة حتى عام 1908.

## مظهر خارجي
قطر الميدالية 39 ملم، ومُنحت الميدالية الفضية لجنود الجيشين المصري والبريطاني، ومن البرونز لعدد قليل من غير المقاتلين، الوجه الأول للميدالية يحمل رمز الخديوي والسنة الهجرية 1314. ويُظهر على الوجه الخلفي شعار يشبه إلى حد ما شعار الدولة العثمانية.
الميدالية عرضها 38  مم. لونه أصفر مع خط وسط عريض من الأزرق، يمثل النيل المتدفق عبر الصحراء.